# Alizarina 2-beta-glucosiltransferasi
La alizarina 2-beta-glucosiltransferasi è un enzima appartenente alla classe delle transferasi, che catalizza la seguente reazione:
UDP-glucosio + alizarina ⇄ UDP + 1-idrossi-2-(β-D-glucosilosso)-9,10-antrachinone
L'enzima agisce su altri derivati idrossi- e diidrossi- del 9,10-antrachinone.